# Бёрлинг, Арне
А́рне Карл-Август Бёрлинг (швед. Arne Carl-August Beurling, 3 февраля 1905, Гётеборг, Швеция — 20 ноября 1986, Принстон, Нью-Джерси, США) — шведский математик и криптограф, специалист в области гармонического анализа, комплексного анализа, теории потенциала, профессор Уппсальского университета, Института перспективных исследований.
Летом 1940 года он в одиночку взломал раннюю версию немецкой шифровальной машины Siemens und Halske T52, также известную как Geheimfernschreiber, которая использовалась нацистской Германией во Вторую мировую войну. Бёрлинг взломал шифр за две недели, используя только лишь ручку и бумагу. На основе работы Бёрлинга шведами было создано устройство, позволившее расшифровывать сообщения, передаваемые из Норвегии по кабелю, проложенному через территорию Швеции. Благодаря этому устройству, шведам удалось узнать о готовящейся Германией операции «Барбаросса» до её начала.